# Михаил Синадский
Михаил Синадский (ум. ок. 821) — православный епископ, исповедник, святитель.
Память 23 мая.

## Жизнеописание
Святитель Михаил Исповедник с юных лет стремился к монашеской жизни и был направлен святейшим патриархом Тарасием в монастырь, расположенный на берегу Чёрного моря. С ним вместе поступил в обитель и святой Феофилакт, будущий епископ Никомидийский. Оба инока с усердием проходили в обители подвиги спасения и вскоре были прославлены благодатными дарованиями от Господа. Однажды во время жатвы, когда люди изнемогали от жажды, по молитве иноков пустой медный сосуд стал источать воду.
Святейший патриарх Тарасий рукоположил святого Михаила в епископы города Синнад (Синадская митрополия). За свою святую жизнь и мудрость святитель Михаил снискал глубокую любовь у верующего народа и особое внимание императоров Никифора Геника и Михаила Рангаве.
В 787 году святитель Михаил присутствовал на Седьмом Вселенском Соборе в Никее.
Когда на престол вступил иконоборец-еретик Лев Армянин, он стал изгонять православных архиереев с их кафедр, назначая на их место своих единомышленников-иконоборцев.
Святитель Михаил в это время твёрдо защищал Православие, мужественно противодействуя еретикам и обличая их заблуждения. Лев Армянин осудил святителя Михаила, но он, не страшась мучений, твёрдо отвечал: «Я почитаю святые иконы Спасителя моего Иисуса Христа и Пречистой Девы, Матери Его, и всех святых и покланяюсь им. Твоё распоряжение об удалении икон из храмов не исполню». Тогда Лев Армянин сослал святителя Михаила в заточение в город Евдокиаду, где исповедник скончался около 821 года.
Глава святителя Михаила хранится в Лавре святого Афанасия на Афоне, часть мощей — в Иверском монастыре.